# ميسيتا المغربية
ميسيتا المغربية، أو الهضبة الوسطى المغربية، هي كتلة قديمة تقع في شمال غرب المغرب، بين الساحل الأطلسي والأطلس الأوسط. وهو أقدم تكوين جيولوجي في الأطلس الأوسط المغربي وأكثرها تعقيدًا ويمثل تجاويف تكتونية مواتية للبيئات شبه الرطبة وتشكيل بحيرات مثل بحيرة تيغالمامين (منطقة خنيفرة ) والأنهار والنظائر الحيوية.
تبلغ مساحة ميسيتا المغربية 8.500 كيلومتر مربع. غير متناظرة، تبلغ الهضبة ذروتها في الجنوب الشرقي (جبل متورزين، 1627 م) الواقعة في ولماس، وهي منطقة محاذية لإقليم خنيفرة.

## أصل التسمية
ميسيتا هو اسم أنثوي مشتق من الإسبانية mé-ze-ta. هو مصطلح يستخدم في الجغرافيا وخاصة في مورفولوجيا الأرض لتعيين بنية جيولوجية تتكون من هضبة محاطة بسلاسل جبلية على ارتفاع متوسط.

## جيولوجيا
تعتبر قاعدة هيرسينية (الأوروجينية الفارية) صلبة تشكل الركيزة الأساسية للهضاب المركزية في إسبانيا وغرب المغرب. حافظت كتل قديمة من ليموزين وآردين وميسيتا الأيبيرية، وهضاب الحجر الجيري في كيرسي أو غراند كاوسيس على مساحات شاسعة واسعة.

## روابط خارجية
- ميسيتا المغربية
- شمال غرب ميسيتا